# Women’s Professional Soccer
Women’s Professional Soccer (kurz: WPS) war von 2009 bis 2011 die höchste Frauenfußballliga in den Vereinigten Staaten. Nach der Gründung 2007 begann am 29. März 2009 der Ligabetrieb. Die WPS galt als Nachfolgerin der WUSA. Nach drei Spielzeiten stellte die Liga jedoch den Spielbetrieb wieder ein und wurde am 18. Mai 2012 schließlich endgültig aufgelöst.

## Geschichte

### Gründung
Nachdem die WUSA am 15. September 2003 aus finanziellen Gründen den Spielbetrieb einstellte, wurde das „WUSA Reorganization Committee“ gegründet. Die Arbeit des Komitees führte zur Gründung der Organisation „Women’s Soccer Initiative, Inc.“ (WSII), deren Ziel die Förderung des Frauenfußballs in den Vereinigten Staaten und die Gründung einer neuen Liga war. Nachdem Versuche in den Jahren 2004 und 2005, die WUSA wieder zu starten, gescheitert waren, kündigte die WSII für 2008 die Bildung einer neuen Liga an. Wegen der Frauen-WM 2007 und den Olympischen Spielen 2008 wurde der Start der Liga im Herbst 2007 auf das Jahr 2009 verschoben. Am 17. Januar 2008 wurde der Name und das Logo der neuen Liga präsentiert. Das Logo enthält eine Silhouette der ehemaligen US-amerikanischen Nationalspielerin Mia Hamm. 

### Teamvergabe
Am 7. September 2007 gab die Liga, noch unter dem Arbeitstitel „Women’s Soccer LLC“, die Standorte der Teams offiziell bekannt. Dies waren Boston, Chicago, Dallas, New York/New Jersey, Los Angeles, St. Louis und Washington, D.C. Im September 2008 wurde verkündete, dass mit San José ein weiterer Standort gefunden wurde, zugleich aber auch der Spielbetrieb in Dallas aufgrund von Problemen mit dem Finden einer geeigneten Spielstätte erst ein Jahr später aufgenommen werden könne. So begann der Spielbetrieb am 29. März 2009 mit sieben Teams.

### Saison 2009
Bevor die erste Saison begann, konnte die WPS nur Verträge mit zwei Sponsoren abschließen. Auch die meisten Mannschaften schafften es auf Anhieb nicht eigene Sponsoren aufzutreiben. Ein weiteres Problem, welches noch bis kurz vor Saisonbeginn andauerte, war das Komplettieren einiger Kader.
Während der Saison 2009 konnten neue Sponsoren gewonnen werden. So wurde die finanzielle Situation der Liga entspannter.
Das erste Spiel in der Women’s Professional Soccer bestritten Los Angeles Sol und Washington Freedom im Home Depot Center. Los Angeles konnte vor 14.832 Zuschauern mit 2:0 gewinnen. Während der ersten Saison gab es noch diverse Probleme. Zum einen kam es aufgrund der ungeraden Anzahl an Teams zu Problemen beim Aufstellen des Spielplans, zum anderen waren da noch viele Verletzungen am Saisonende und disziplinarische Entscheidungen des WPS-Komitees. Viele Mannschaften verloren in dieser Saison mehr Geld als eingenommen wurde. Daraus zog zum Beispiel die Anschutz Entertainment Group die Konsequenz und verkaufte Los Angeles Sol.
Sieger der ersten WPS war der Sky Blue FC, der im Finale Los Angeles Sol schlagen konnten.

### Saison 2010
Mit Philadelphia Independence und Atlanta Beat wurden zwei neue Teams in die Liga aufgenommen. Das geplante Team aus Dallas wurde vorerst verworfen, da kein passendes Stadion gefunden werden konnte. Vizemeister Los Angeles Sol wurde am 28. Januar 2010 aufgelöst, nachdem die Anschutz Entertainment Group keinen Nachfolger fand. Saint Louis Athletica stellte den Spielbetrieb am 27. Mai 2010 ein, wodurch die Liga weiter mit 7 Teams spielte. 
Meister 2010 wurde der FC Gold Pride.

### Saison 2011
Der Titelverteidiger FC Gold Pride sowie die Chicago Red Stars lösten sich vor der Saison auf. Western New York Flash wurde neu aufgenommen. Washington Freedom wurde nach Boca Raton in Florida umgesiedelt und nannte sich nun magicJack.
Meister 2011 wurde das neue Team Western New York Flash.

### Auflösung
Am 30. Januar 2012 wurde bekannt gegeben, dass die Saison 2012 ausfällt. Am 18. Mai 2012 wurde schließlich bekannt gegeben, dass die WPS endgültig aufgelöst wird.
2013 nahm die Nachfolgeliga National Women’s Soccer League den Spielbetrieb auf.

## Komplette Liste der Vereine

### Teams
| - Atlanta Beat (2010–2011) - Boston Breakers (2009–2011) - Chicago Red Stars (2009–2010) - FC Gold Pride (2009–2010) - Los Angeles Sol (2009) - magicJack (2009–2011, 2009–2010 als Washington Freedom) - Philadelphia Independence (2010–2011) - Saint Louis Athletica (2009) - Sky Blue FC (2009–2011) - Western New York Flash (2011) |

## Modus
Durch die Regular Season (2009: 20 Spiele, 2010: 24 Spiele und 2011: 18 Spiele) qualifizierten sich die besten vier Teams für die Play-offs. Diese wurden in drei KO-Runden Mitte August in jeweils einem Spiel ausgetragen, dabei hatte die nach der Regular Season jeweils besser platzierte Mannschaft stets Heimrecht. In der First Round spielte der Drittplatzierte gegen den Vierten, der Sieger traf auf den Zweitplatzierten im Super Semifinal. Im WPS Championship-Spiel spielten dann der Sieger dieses Spiels und das bestplatzierte Team der Regular Season die Meisterschaft aus.
Abschluss der Saison bildete das WPS All-Star-Game, ein Spiel der Auswahl der besten Spieler der Liga gegen eine eingeladene Mannschaft. In der ersten Saison wurde dazu der schwedische Spitzenclub Umeå IK eingeladen. In der zweiten Saison gab es ein All-Star-Game innerhalb der Liga. Ein Team um Marta trat gegen eine Mannschaft an, die von Abby Wambach organisiert wurde. Martas Elf gewann mit 5:2. Ausgetragen wurde das Spiel im Kennesaw State University Soccer Stadium in Kennesaw, Georgia.

## WPS Championship-Spiel
| Jahr | Meister                | Finalist                  | Ergebnis             | Spielort  |
| ---- | ---------------------- | ------------------------- | -------------------- | --------- |
| 2009 | Sky Blue FC            | Los Angeles Sol           | 2:1                  | Carson    |
| 2010 | FC Gold Pride          | Philadelphia Independence | 4:0                  | Hayward   |
| 2011 | Western New York Flash | Philadelphia Independence | 1:1 n. V., 5:4 i. E. | Rochester |

## Organisation
Commissioner der Liga war Tonya Antonucci. Laut ihr sollte die WPS im Gegensatz zur WUSA langsam aufgebaut werden und die Major League Soccer als Vorbild dienen. Mit dieser sollte ein enger Kontakt geknüpft werden, was sich zum Beispiel dadurch zeigte, dass die WPS mit der Marketingagentur der MLS zusammenarbeitete oder viele WPS-Teams in den Stadien der Männer-Profiliga spielten, um die Profitabilität zu erhöhen. So konnte auch bereits in der ersten Saison ein Vertrag mit dem Sportartikelhersteller Puma abgeschlossen werden, der nach dem Vorbild der MLS alle Teams der Liga ausstattete.
Die Spielerinnen der WPS schlossen wie in der MLS die Verträge mit der Liga ab und nicht direkt mit den Teams. Zum Start der Liga gab es mehrere Drafts:
- 16. September 2008: 21 US-Nationalspielerinnen, die an den Olympischen Sommerspielen 2008 teilgenommen hatten, wurden auf die sieben Teams aufgeteilt. Hierbei spielten vor allem ihre Geburts- bzw. Wohnorte und ihre früheren Teams eine Rolle.
- 24. September 2008: Jedes Team konnte vier internationale Spielerinnen wählen. Besonders Spielerinnen der brasilianischen Nationalmannschaft, wie Marta oder Cristiane, standen hier hoch im Kurs, aber auch zum Beispiel die Engländerin Kelly Smith. Den Teams wurde durch die Auswahl das Recht eingeräumt, mit der Spielerin und ihrem Verein zu verhandeln. Die Draft-Reihenfolge wurde durch eine Wahl der Trainer nach dem ersten Draft festgelegt.

Es folgten noch weitere Drafts für College-Spielerinnen und sich noch auf dem Markt befindliche Spielerinnen. Außerdem fanden im Februar 2009 Probetrainings der einzelnen Teams statt.